# John Perrott
John Gayford Perrott (* 5. Juli 1943) ist ein britischer Diplomat.

## Leben
Als britischer Hochkommissar war John Perrott 2000 von der Regierung Blair in das westafrikanische Gambia entsandt worden, er löste Tony Millson ab. Seine Amtszeit in Gambia endete 2002, sein Nachfolger in Gambia wurde Eric Jenkinson.

## Familie
John Perrott ist der Sohn von Charles Hardy Perrott und Phylis Perrott (geborene Dearns). Er heiratete 1964 (Joan) Wendy Lewis und hat einen Sohn und eine Tochter.